# 维捷布斯克之战 (1812年)
维捷布斯克之战（法语：Bataille de Vitebsk）发生于1812年7月26日至27日，属于俄法战争期间的一场战斗。此役中，由拿破仑指挥的法国军队与由彼得·科诺夫尼岑将军（7月26日）和彼得·冯德帕伦（7月27日）指挥的俄罗斯后卫部队交战。此役最终以俄罗斯军队的战略撤退而告终。
此役发生在拿破仑试图在维捷布斯克包围俄罗斯第一西方軍團并迫使俄军应战。俄罗斯第一军的指挥官米哈伊尔·巴克莱·德托利将军本人的目标是与法军交战，因此他的大部分部队集结在维捷布斯克，尽管他知道自己的胜算并不大。巴克莱之所以选择交战，是因为政治压力和他自己想提高军队士气，此前俄军已经连续数周不战而退。
7月26日的战斗中，由科诺夫尼岑将军指挥的俄军后卫部队与法国第四军的士兵作战，并以俄罗斯部队成功地拖延法军一整天而结束，让俄军大部队在维捷布斯克集结。与此同时，巴克莱收到情报，三天前彼得·巴格拉季昂的第二西方軍團已被法军击败，巴克莱只能被迫放弃了与拿破仑展开大战的计划。
巴克莱在7月27日当天的主要关注点是拖延法军足够长的时间，以便让他的主力部队逃往斯摩棱斯克，在那里他计划与巴格拉季昂会合，拖延法军的任务交给了冯德帕伦将军。冯德帕伦成功地挫败了法军半天的突破尝试，然后拿破仑决定停止战斗并等待增援，确信他能够在第二天重新对俄军展开袭击。
拿破仑不知道是，俄军在下午和晚上展开撤退，这意味着拿破仑发起大战的计划落空了。与此同时，仓促撤退的俄军安全抵达斯摩棱斯克，并按计划与巴格拉季昂会合。

## 背景
在俄法战争的早期阶段，拿破仑试图迫使俄国将其大部分部队投入一场大战，并希望法军能够一战将俄军主力击败，从而避免一场旷日持久的战争。因此，在7月中旬，他派出一部分部队向维捷布斯克发起包围行动，两军的第一次交战于7月25日在奥斯特罗夫诺进行。
在奥斯特罗夫诺，若阿尚·缪拉元帅和艾蒂安·德·南苏蒂将军率领的法国军队试图牵制亚历山大·伊万诺维奇·奥斯特曼-托尔斯泰指挥下的一支兵力占优的俄军部队。虽然俄国人的伤亡人数相对较高，但他们能够井然有序地撤退，而法国人也未能集中足够的兵力立即发起追击。俄军给敌人造成了重大伤亡，而且至关重要的是，这些部队拖延了足够长的时间，以使俄军大量部队集中在维捷布斯克周围。
与此同时，由于俄军自一个月前开战以来不断在敌前撤退，官兵士气开始下降。对位于圣彼得堡的俄罗斯帝国宫廷的不满情绪也在增长，宫廷交际花们不明白为什么俄罗斯野战军指挥官米哈伊尔·巴克莱·德托利将军在没有进行任何作战的情况下就将帝国的广大领土拱手让给敌人。巴克莱本人因此承受着巨大的压力，并决定在维捷布斯克与法军对战，在那里他设法集中了大部分部队。然而，拿破仑的优势人数和巴克莱战场位置的弱点意味着俄罗斯获胜的机会以最乐观的估计也是非常微弱的。

## 战斗
在奥斯特罗夫诺交战后，奥斯特曼-托尔斯泰的俄罗斯第四军后撤7公里并被由彼得·科诺夫尼岑将军指挥的第3步兵师解救，后者则承担了后卫的职责。科诺夫尼岑非常善于指挥后卫行动，他成功地阻止了敌人的所有前进企图，将法军拖延了一整天。因此，法军无法在7月26日袭击俄军大部队。
与此同时，彼得·巴格拉季昂将军的副官亚历山大·梅希科夫亲王在夜幕降临时抵达了巴克莱的司令部。三天前，梅希科夫带来了巴格拉季昂的第二军在萨塔诺夫卡战役中被路易·尼古拉·达武元帅击败的消息。达武的胜利意味着第二西方軍團将无法与巴克莱的第一西方軍團会合，而且拿破仑有可能在两军之间穿插，将俄军拆分，并在俄军之前到达战略城市斯摩棱斯克。
因此，俄国人需要放弃任何准备的战斗计划，紧急与追击的法军脱离接触，向东南方向移动，以接近巴格拉季昂的部队。尽管有这些考虑，巴克莱仍然想在第二天进行战斗，但在7月26日晚些时候被他的顾问劝阻。那天晚上，俄军指挥官下达了撤退的命令，但拿破仑的部队在逐渐靠近，意味着撤退并不容易。
7月27日黎明时分，拿破仑让他的部队开始行动，他为终于可以面对一支愿意与其交战的敌军而激动不已。拿破仑不知道，大部分俄罗斯军队已经在准备立即撤退，而法军只能接触彼得·路德维希·冯德帕伦将军率领的后卫部队，这支部队负责拖延法军，从而让俄军不受干扰地离开。维捷布斯克的战场是一片广阔平坦的平原，只有道加瓦河将法军与俄军隔开，俄军在东岸占据了稍高的位置。
从他的位置，拿破仑可以看到维捷布斯克镇的尖塔，他看着他的部队开始越过将他们与敌人隔开的峡谷。拿破仑此时只有欧仁总督的“意大利军团”（也称为第四军）的两个步兵师（第13和第14师）在他的直接指挥下，并且他知道敌人拥有大约90,000人的数量优势。艾蒂安·德·南苏蒂将军强大的第一骑兵军团的一部分也在附近，但这些部队远远不足以进行大规模作战，所以皇帝打算牵制敌军，而不是迫使他们投入大量兵力，然后等待自己的援军。
让-巴蒂斯特·布鲁西埃将军率领的法军第14师率先在左翼前进，但遭到俄军骑兵的突然袭击。俄罗斯指挥官冯德帕伦将军首先发动了哥萨克骑兵，然后让他的大部分骑兵对抗布鲁西埃的士兵。冯德帕伦的骑兵巧妙地骚扰了法国步兵，成功阻止他们前进，并巧妙地换取了时间。俄军骑兵组织接连多次行动，历时数小时。布鲁西埃用他的火炮尽力推进，向俄罗斯骑兵发射了致命的齐射，但是，由于没有骑兵支援，他无法进一步突破。
被派往前线进行小规模冲突的法军第9线列步兵团的300名士兵由于遇到兵力占优的俄罗斯军队而陷入了尴尬的境地，但法军克服一切困难勇敢地坚守阵地。亚历克西斯·约瑟夫·德尔松斯的第13步兵师和南苏蒂骑兵军的大部分骑兵此时及时赶到，迫使冯德帕伦的部队穿越到道加瓦河的另一岸，俄军的大部分部队此时都在那里准备战斗。
接近上午11时，拿破仑意识到他直接控制的部队不足以维持长时间的战斗，并停止了前进。法军在他们站立的地方露营，而皇帝则亲自去侦察情况。拿破仑很高兴看到俄国人已经占据了战斗阵地，这似乎再次证实了俄军终于准备好战斗了。皇帝安排第二天的战斗继续进行，并赞扬了法军士兵的英勇。俄国人则利用这个喘息的机会，开始于下午4时撤离，留下哥萨克人的部队负责在夜间保持营火燃烧，以欺骗法国人使其认为俄军没有撤离。

## 后果
俄军在此役后能够从危险的位置向斯摩棱斯克撤离，巴克莱计划在那里将他的部队与巴格拉季昂的第二军联合起来，随后导致了斯摩棱斯克战役。然而，有一段时间内，巴克莱担心拿破仑可能会在他之前到达那里，因此做出了一次特别仓促的撤退部署，尽管如此，这次撤退还是井井有条。事实上，拿破仑无法在俄罗斯人之前到达斯摩棱斯克，因为他需要让筋疲力尽的部队休息，而且法军实际上对俄军撤退的方向一无所知。
维捷布斯克之战虽然实际上仅是一场后卫战斗，但法军估计有3,400人伤亡，300人被俘。俄军则损失了大约3,000人。
冯德帕伦将军的这一行动得到了巴克莱的高度赞扬。这场战斗经常被法国历史学家视为拿破仑错失的机会，如果法军对冯德帕伦的部队施压，那俄军的撤退就会变得困难。事实上，拿破仑理所当然地认为俄罗斯人将在第二天作战，并提前停止了他的进攻，拿破仑不愿冒着遭受巨大损失的风险与一个兵力远远超过自己的敌人进行交战。

## 引注
1. 1 2 3 4  Bodart 1908，第433頁.
2. 1 2 3 4 5  Riehn 1990，第196-199頁.
3. 1 2  Fierro, Palluel-Guillard & Tulard 2002，第439,587頁.
4. 1 2  Lieven 2010，第156頁.
5. 1 2 3  Lieven 2010，第156-157頁.
6. 1 2 3 4 5 6  Pigeard 2004，第953–954頁.
7. 1 2 3  Lieven 2010，第157頁.